# Euselasia mazaca
Euselasia mazaca är en fjärilsart som beskrevs av William Chapman Hewitson 1860. Euselasia mazaca ingår i släktet Euselasia och familjen Riodinidae. Inga underarter finns listade i Catalogue of Life.

## Bildgalleri

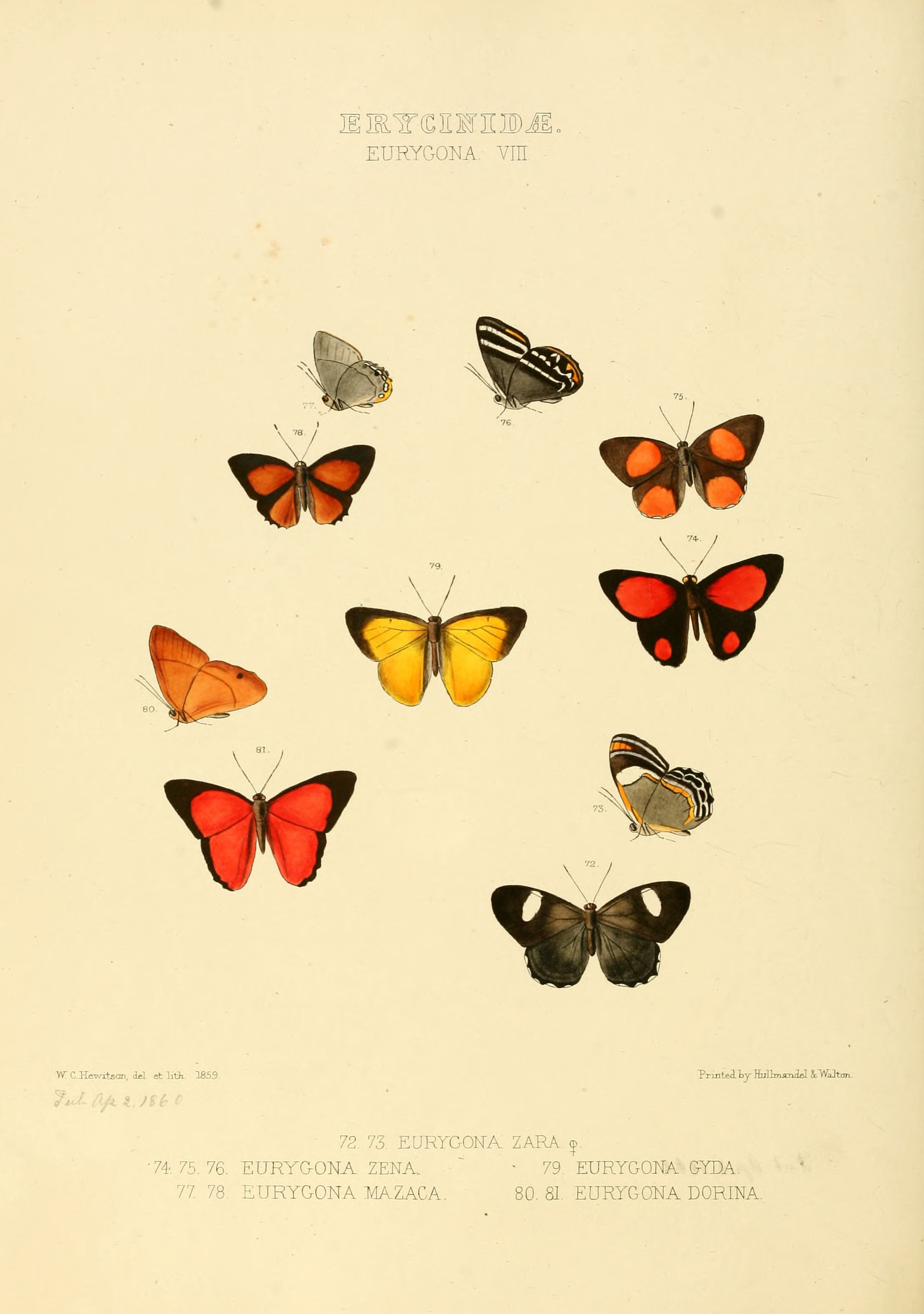